# 11 май
11 май е 131-вият ден в годината според григорианския календар (132-ри през високосна). Остават 234 дни до края на годината.

## Събития
- 330 г. – Столицата на Римската империя се премества от Рим в Константинопол.
- 912 г. – Александър става старши император на Византийската империя, делейки престола с Константин VII Багрянородни, непълнолетния син на Лъв VI Философ
- 1310 г. – 54 тамплиери са изгорени на клада във Франция, обвинени в ерес.
- 1502 г. – Христофор Колумб потегля на своята четвърта и последна експедиция до Западните Индии.
- 1858 г. – Минесота става 32-рият американски щат.
- 1867 г. – Люксембург придобива независимост.
- 1895 г. – Построена и осветена е църквата „Св. св. Кирил и Методий“ в Миладиновци (област Ямбол).
- 1927 г. – Основана е Академията на филмовите изкуства и науки на САЩ, виж „Оскари“
- 1913 г. – Железопътна катастрофа в Бук в днешна Гърция със 150 загинали и 200 ранени.
- 1949 г. – Сиам официално променя името си отново на Тайланд – име, което се използва от 1939 г. до 1945 г.
- 1949 г. – Израел става член на ООН.
- 1967 г. – Англия, Дания и Република Ирландия подават молба за членство в Европейската икономическа общност.
- 1995 г. – В Ню Йорк повече от 170 държави достигат до съгласие да удължат неограничено и без условия Договора за неразпространение на ядрените оръжия.
- 1996 г. – Пожар, предизвикан от превозвани генератори на кислород в товарното отделение на полет 592 на „ВалуДжет“, който пътува за Атланта от Маями, причинява падане на самолета във Флорида Евърглейдс, убивайки всички 110 души на борда.
- 1997 г. – Шахматният суперкомпютър на IBM Deep Blue спечелва последната игра от реванша на Гари Каспаров и става първият компютър, който побеждава световен шампион по шахмат в директна среща.
- 2011 г. – Открит е футболният стадион „Ахмат Кадиров“ в град Грозни.

## Родени
- 483 г. – Юстиниан I, византийски император († 565 г.)
- 1733 г. – Виктоар Френска, френска благородничка († 1799 г.)
- 1752 г. – Йохан Фридрих Блуменбах, германски биолог († 1840 г.)
- 1840 г. – Стефан Караджа, български революционер († 1868 г.)
- 1855 г. – Анатолий Лядов, руски композитор, диригент и музикален педагог († 1914 г.)
- 1864 г. – Етел Лилиан Войнич, британска писателка († 1960 г.)
- 1876 г. – Никола Станимиров, български военен деец († 1962 г.)
- 1879 г. – Александър Гиргинов, български политик († 1953 г.)
- 1885 г. – Станислав Крайовски, български военен деец († 1955 г.)
- 1894 г. – Марта Греъм, американска танцьорка († 1991 г.)
- 1900 г. – Александър Шеманский, руски оперен певец († 1976 г.)
- 1901 г. – Розе Ауслендер, австрийска поетеса († 1988 г.)
- 1902 г. – Кирил Москаленко, съветски маршал († 1985 г.)
- 1904 г. – Салвадор Дали, испански художник († 1989 г.)
- 1916 г. – Камило Хосе Села, испански писател, Нобелов лауреат през 1989 († 2002 г.)
- 1918 г. – Ричард Файнман, американски физик, Нобелов лауреат през 1965 († 1988 г.)
- 1924 г. – Димитър Станишев, български партизанин и политик († 2000 г.)
- 1924 г. – Антъни Хюиш, британски астроном, Нобелов лауреат през 1974 г. († 2021 г.)
- 1932 г. – Валентино, италиански моден дизайнер
- 1933 г. – Зоран Радмилович, сръбски актьор († 1985 г.)
- 1940 г. – Иван Славков, български спортен функционер († 2011 г.)
- 1943 г. – Ян Енглерт, полски актьор
- 1947 г. – Маргарит Минков, български писател († 1997 г.)
- 1950 г. – Джереми Паксман, британски журналист
- 1954 г. – Любомир Стойков, български журналист и културолог
- 1963 г. – Наташа Ричардсън, британска актриса († 2009 г.)
- 1964 г. – Джон Парот, английски играч на снукър
- 1965 г. – Стефано Доменикали, спортен директор на Ферари
- 1966 г. – Кристоф Шнайдер, германски барабанист (Rammstein)
- 1970 г. – Ева Менасе, австрийска писателка
- 1973 г. – Алексей Александров, беларуски шахматист
- 1974 г. – Миа Сантова, българска журналистка, телевизионна водеща
- 1978 г. – Летисия Каста, френски фотомодел и актриса
- 1979 г. – Гюнер Ахмед, български политик и адвокат
- 1981 г. – Лорън Джаксън, австралийска баскетболистка
- 1982 г. – Кори Монтийт, канадски актьор и музикант († 2013 г.)
- 1984 г. – Андрес Иниеста, испански футболист
- 1986 г. – Абу Диаби, френски футболист
- 1992 г. – Тибо Куртоа, белгийски футболист
- 1999 г. – Сабрина Карпентър, американска певица, актриса и авторка на песни

## Починали
- 912 г. – Лъв VI Философ, византийски император (* 866 г.)
- 1778 г. – Уилям Пит-старши, министър-председател на Обединеното кралство (* 1708 г.)
- 1849 г. – Ото Николай, пруски композитор (* 1810 г.)
- 1853 г. – Никита Бичурин, руски китаист (* 1777 г.)
- 1871 г. – Сър Джон Хершел, британски астроном, открил близо 500 непознати съзвездия и звездни купове (* 1792 г.)
- 1915 г. – Йозеф Шмаха, български актьор, режисьор и педагог (* 1848 г.)
- 1916 г. – Карл Шварцшилд, германски физик (* 1873 г.)
- 1944 г. – Макс Уле, германски археолог (* 1856 г.)
- 1976 г. – Алвар Аалто, финландски архитект (* 1898 г.)
- 1981 г. – Боб Марли, ямайски реге певец и музикант (* 1945 г.)
- 1990 г. – Венедикт Ерофеев, руски писател (* 1938 г.)
- 2001 г. – Дъглас Адамс, английски писател (* 1952 г.)
- 2003 г. – Ноуъл Рединг, британски китарист (* 1945 г.)
- 2006 г. – Флойд Патерсън, американски боксьор (* 1935 г.)
- 2023 г. – Емилия Радева, българска актриса (* 1932 г.)

## Празници
- Ден на град Ловеч
- Ден на град Шумен
- Лаос – Ден на Конституцията
- Ден на библиотекаря
- Световен ден на молитвата
- Ден на Константинопол (преди превземането му)
- Празник на св. св. Кирил и Методий, честван за първи път в Пловдив през 1851 по инициатива на Найден Геров и Пловдивското епархийско класно училище